# 바니 보잔
바니 보잔(영어: Vani Bhojan, 1988년 12월 7일 ~ )은 인도의 영화·텔레비전 배우이자 전직 슈퍼모델이다. 타밀어·텔루구어 드라마·영화에 주로 출연했다.
인도의 타밀어 텔레비전 드라마 《데이바마갈》(Deivamagal)에서 사티아(Sathya) 역할을 맡은 것으로 유명하며 2018년에 순 쿠둠밤 여우주연상을 수상했다. 2019년에는 인도의 텔루구어 영화 《미쿠 마트라메 쳅타》(Meeku Maathrame Cheptha)에 처음 출연했고 2020년에는 인도의 타밀어 영화 《오 마이 카다불레》(Oh My Kadavule)에 처음 출연했다.

## 같이 보기
- 인도 영화 배우 목록